# اسکادران ۶۹ (اسرائیل)
اسکادران ۶۹ نام واحدی از نیروی هوایی اسرائیل است که در پایگاه هوایی هاتزریم مستقر هستند و مسئولیت عملیات با هواپیماهای اف ۱۵ تاندر را بر عهده دارند. این واحد در سال ۱۹۴۸ با سه فروند هواپیمای بوئینگ بی-۱۷ فلایینگ فورترس و با آموزش‌های ایالات متحده شکل گرفت.